# Franz Kafka
Franz Kafka (/ˈfranʦ ˈkafka/; Praga, 3 luglio 1883 – Kierling, 3 giugno 1924) è stato uno scrittore boemo di lingua tedesca.
Ritenuto una delle maggiori figure della letteratura del XX secolo, fu tra i maggiori esponenti del modernismo, nonché anticipatore del surrealismo e del realismo magico. Diversi critici hanno intravisto nei suoi testi elementi tali da farlo ritenere un interprete letterario dell'esistenzialismo; altri invece hanno «coniato per Kafka la formula di "allegorismo vuoto". Come ogni autore allegorico, Kafka rappresenta una vicenda per "dire altro"; ma questo "altro" resta indecifrabile e dunque indicibile.» Secondo molti Kafka volle forse con ciò rappresentare la solitudine e il senso di diversità dell'ebreo nella Mitteleuropa, la propria estraneità alla sua famiglia, il senso di colpa e l'impotenza umana del singolo di fronte al mondo e alla sua burocrazia. Si ritiene inoltre che il difficile e travagliato rapporto con il padre, così come la sua appartenenza alla cultura ebraica (che fu in lui fonte di profondi conflitti interiori, nonostante non sentisse un particolare legame con le sue radici) abbiano influenzato notevolmente i suoi scritti.
La maggior parte delle sue opere tratta di temi e archetipi di alienazione, brutalità fisica e psicologica, senso di smarrimento e di angoscia di fronte all'esistenza, conflittualità genitori/figli, presentando personaggi in preda ad angoscia esistenziale, labirinti burocratici e trasformazioni mistiche. Il suo più celebre personaggio allegorico è l'insetto Gregor Samsa, descritto ne La metamorfosi. Nei suoi scritti è frequente imbattersi in una forma di crisi psicologica che pervade il protagonista sino all'epilogo della narrazione e che lo getta in modo progressivo in un'attenta analisi introspettiva. Queste tematiche caricano la sua opera di contenuti filosofici che, specialmente a partire dalla metà del Novecento, hanno stimolato l'esegesi dei suoi libri. 
Solo poche delle sue opere furono pubblicate mentre era in vita: due raccolte di racconti e qualche opera singola (tra cui La metamorfosi) su riviste letterarie; quelle rimaste incompiute, tra cui i suoi romanzi Il processo, Il castello, e America, furono pubblicate postume, in gran parte dall'amico e curatore Max Brod, il quale non assecondò il desiderio di Kafka che i suoi manoscritti venissero distrutti.
Il suo lavoro ha continuato a influenzare una vasta gamma di scrittori, critici, artisti e filosofi durante il ventesimo secolo; il termine "kafkiano" è entrato nella lingua italiana per descrivere situazioni esistenziali e angoscianti come quelle presenti nei suoi scritti.

## Biografia

### Famiglia

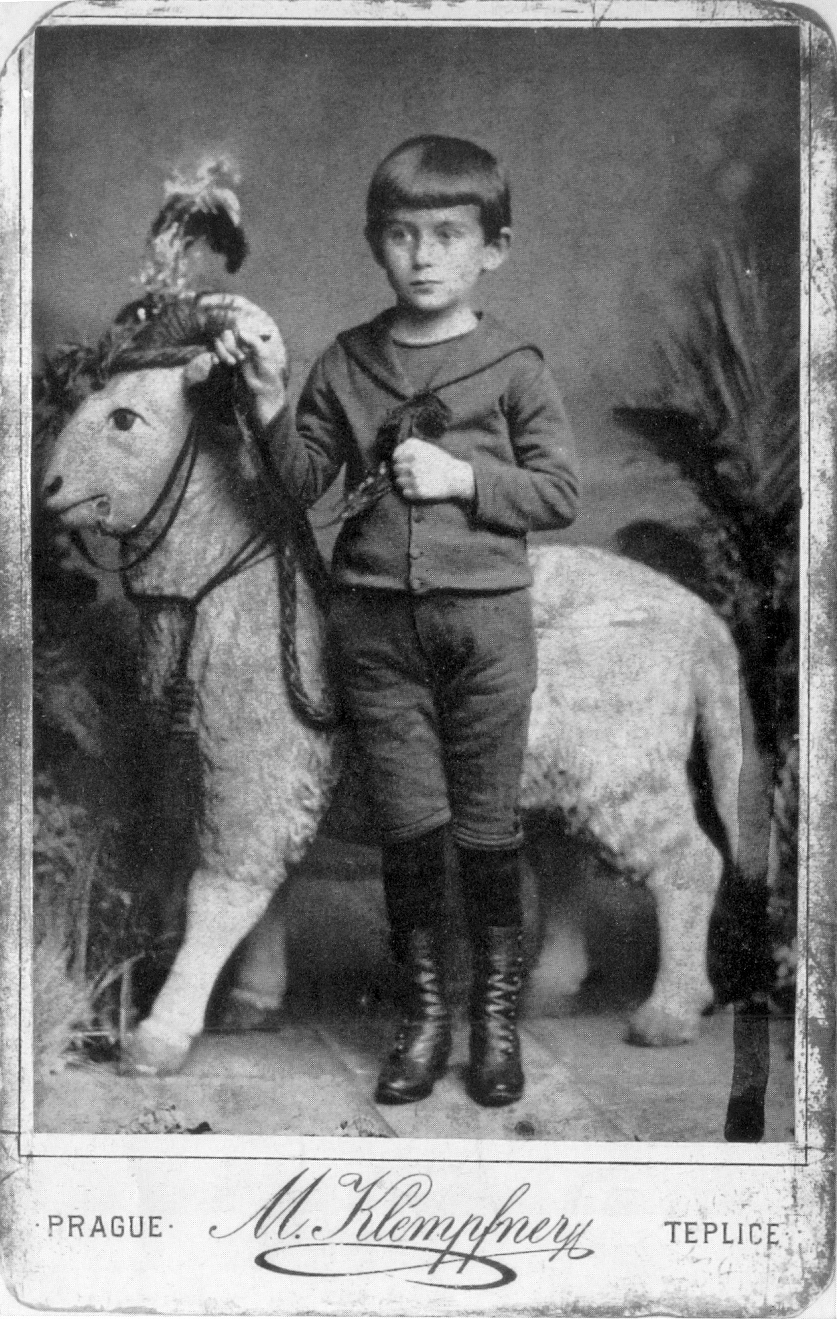
Kafka all'età di circa cinque anni

Kafka nacque il 3 luglio del 1883 nei pressi della Piazza della Città Vecchia di Praga, capitale del Regno di Boemia (al secolo una provincia dell'Impero austro-ungarico, divenuta poi Repubblica cecoslovacca a partire dal 1918), da una famiglia ebraica aschenazita. Franz era il primogenito di sei figli, due suoi fratelli, Georg e Heinrich, morirono durante l'infanzia prima che Franz compisse sette anni; le sue tre sorelle, Gabriele ("Ellie") (1889–1942), Valerie ("Valli") (1890–1942) e Ottilie ("Ottla") (1892–1943), furono invece tutte e tre vittime della Shoah. Le prime due deportate dai nazisti nel ghetto di Łódź e poi uccise nel vicino campo di sterminio di Chełmno nel 1942, mentre la terza, dapprima internata nel ghetto di Terezín, morì nel campo di concentramento di Auschwitz nel 1943.
Il padre, Hermann Kafka (1852–1931), era il quarto figlio di Jakob Kafka, uno shocḥet (macellaio rituale) originario di Osek, un villaggio ceco con la presenza di una considerevole comunità ebraica, situato nei pressi della città di Strakonice (nella Boemia Meridionale). Hermann si trasferì con la famiglia a Praga e, dopo essere stato commesso viaggiatore, aprì un negozio di oggettistica e abbigliamento (Galanteriewaren) arrivando ad impiegare alle sue dipendenze fino a quindici persone; l'insegna del negozio raffigurava una taccola (kavka, pronunciato kafka e spesso informalmente trascritto in tal maniera, significa appunto "taccola" in ceco). Il biografo Stanley Corngold descrisse Hermann Kafka come un "uomo d'affari, enorme, egoista e prepotente", mentre Franz ne parlò come di «un vero Kafka, per forza, salute, appetito, intensità vocale, capacità oratorie, autocompiacimento, senso di superiorità, resistenza, presenza di spirito, conoscenza degli uomini».
La madre, Julie Löwy (1856–1934), era invece figlia di Jakob Löwy, un ricco commerciante al dettaglio originario di Poděbrady, cittadina non troppo distante dalla città di Nymburk (nella Boemia Centrale), e possedeva un titolo di studio superiore a quello del marito.
Si suppone che i genitori di Kafka parlassero una varietà di tedesco con influenze yiddish talvolta definita con il termine dispregiativo "Mauscheldeutsch" (tedesco degli ebrei); essendo però il tedesco importante per migliorare la propria condizione sociale, incoraggiarono probabilmente i figli ad impararlo correttamente.
Durante il giorno, entrambi i genitori erano assenti da casa, con la madre Julie che lavorava fino a 12 ore al giorno per aiutare a gestire l'azienda di famiglia; di conseguenza, l'infanzia di Kafka fu abbastanza solitaria e i bambini furono allevati in gran parte da una serie di governanti e servitori. La figura dominante del padre ebbe una significativa influenza sulla scrittura di Kafka; il difficile rapporto con il padre è evidente nella sua Lettera al padre, un testo di più di 100 pagine in cui lamenta di essere profondamente colpito dal carattere autoritario ed esigente del genitore. La madre, al contrario, appariva tranquilla e timida.
La famiglia Kafka aveva una domestica che viveva con loro in un piccolo appartamento. Nel novembre 1913, la famiglia si trasferì in un appartamento più grande, nonostante Ellie e Valli si fossero sposate e avessero quindi già lasciato la casa di famiglia; i primi di agosto del 1914 (subito dopo lo scoppio della prima guerra mondiale), non essendo a conoscenza della situazione dei rispettivi mariti sui campi di battaglia, le sorella tornarono a vivere con la famiglia. Sia Ellie che Valli ebbero in seguito dei figli, mentre Franz a trentun anni si trasferì nella vecchia casa di Valli, dove visse da solo per la prima volta.
Franz fu inoltre parente alla lontana di Emilie Kafka, moglie di Eduard Bloch, unico ebreo non perseguitato dal nazismo per ordine di Hitler in persona, poiché Bloch era stato il medico della famiglia Hitler. Costei si trasferì negli Stati Uniti nel 1940 con il marito, aiutati dallo stesso Hitler.

### Studi
Dal 1889 al 1893 Kafka frequentò la Deutsche Knabenschule, la scuola elementare maschile tedesca, presso il Masnýtrh/Fleischmarkt (mercato della carne), ora conosciuto come Strada Masná. La sua educazione ebraica si concluse invece con la celebrazione del Bar mitzvah all'età di 13 anni, Kafka però non dimostrò mai interesse per la pratica religiosa, tanto che in sinagoga si recava, con il padre, solo per le quattro principali festività dell'anno.

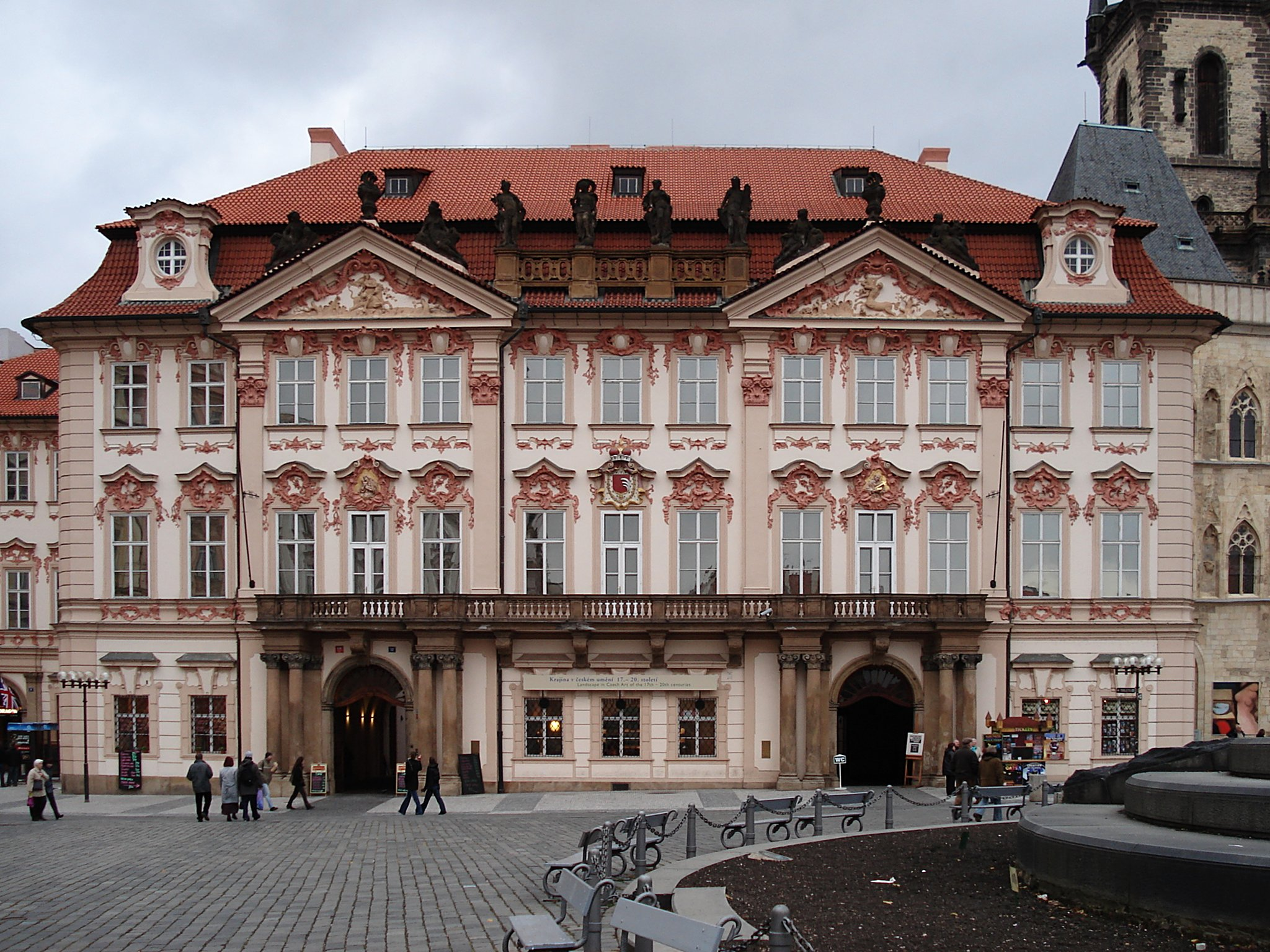
Palazzo Kinsky, dove Kafka frequentò il Gymnasium e dove il padre possedeva un negozio

Terminata la scuola elementare nel 1893, Kafka fu ammesso al rigoroso liceo classico Altstädter Deutsches Gymnasium, situato all'interno del Palazzo Kinsky, dove completò gli esami di maturità nel 1901.
Le lezioni erano tenute in tedesco, ma Kafka parlava e scriveva anche in ceco, lingua che studiò con buon profitto al Gymnasium per otto anni. In quegli anni, la maggior parte della popolazione di Praga parlava il ceco, ma la divisione tra parlanti di lingua ceca e di lingua tedesca era una realtà tangibile, in quanto entrambi i gruppi cercavano di rafforzare la propria identità nazionale. La comunità ebraica si trovava in mezzo tra le due correnti, sollevando naturalmente domande in merito alla sua appartenenza. Kafka stesso, nato in una famiglia ebraica appartenente alla classe media di lingua tedesca, conosceva approfonditamente ambedue le lingue, ma considerava il tedesco come sua lingua madre. 
Ammesso nel 1901 all'Università tedesca di Praga, iniziò a studiare chimica, ma dopo due settimane passò a giurisprudenza. Nonostante questa disciplina non lo interessasse particolarmente, Kafka la scelse perché pensava potesse offrirgli una serie di sbocchi professionali graditi a suo padre; quello di legge era inoltre un corso di studi di durata maggiore, cosa che gli permetteva pertanto di seguire parallelamente lezioni di storia tedesca e storia dell'arte. In quegli anni iniziò a dimostrare interesse anche per la letteratura, aderendo al circolo studentesco Lese-und Redehalle der Deutschen Studenten, che organizzava eventi letterari, letture e altre attività. Suoi amici in quel periodo furono il giornalista Felix Weltsch, studente di filosofia, l'attore Yitzchak Lowy, proveniente da una famiglia ortodossa chassidica di Varsavia, e gli scrittori Oskar Baum e Franz Werfel.
Al termine del primo anno di studi universitari, Kafka conobbe Max Brod, un compagno di corso con cui instaurò un legame d'amicizia durato tutta la vita. Brod notò subito come, nonostante Franz fosse timido e parlasse raramente, quello che diceva era solitamente profondo. Da sempre un avido lettore, Kafka trovò inoltre in Brod un valido alleato: su iniziativa di quest’ultimo lessero insieme il Protagora di Platone nell'originale greco e poi, su proposta dello stesso Franz, L'educazione sentimentale e La tentazione di sant'Antonio di Gustave Flaubert in francese. Kafka considerò Fëdor Dostoevskij, Flaubert, Franz Grillparzer e Heinrich von Kleist i suoi "veri fratelli di sangue"; "; in quel periodo si interessò inoltre alla letteratura ceca ed apprezzò molto l'opera di Johann Wolfgang von Goethe. Il 18 luglio 1906 Kafka ottenne il titolo di dottore in legge, a cui fece seguito un anno di tirocinio obbligatorio non retribuito come assistente legale presso il tribunale civile e penale.

### Occupazione

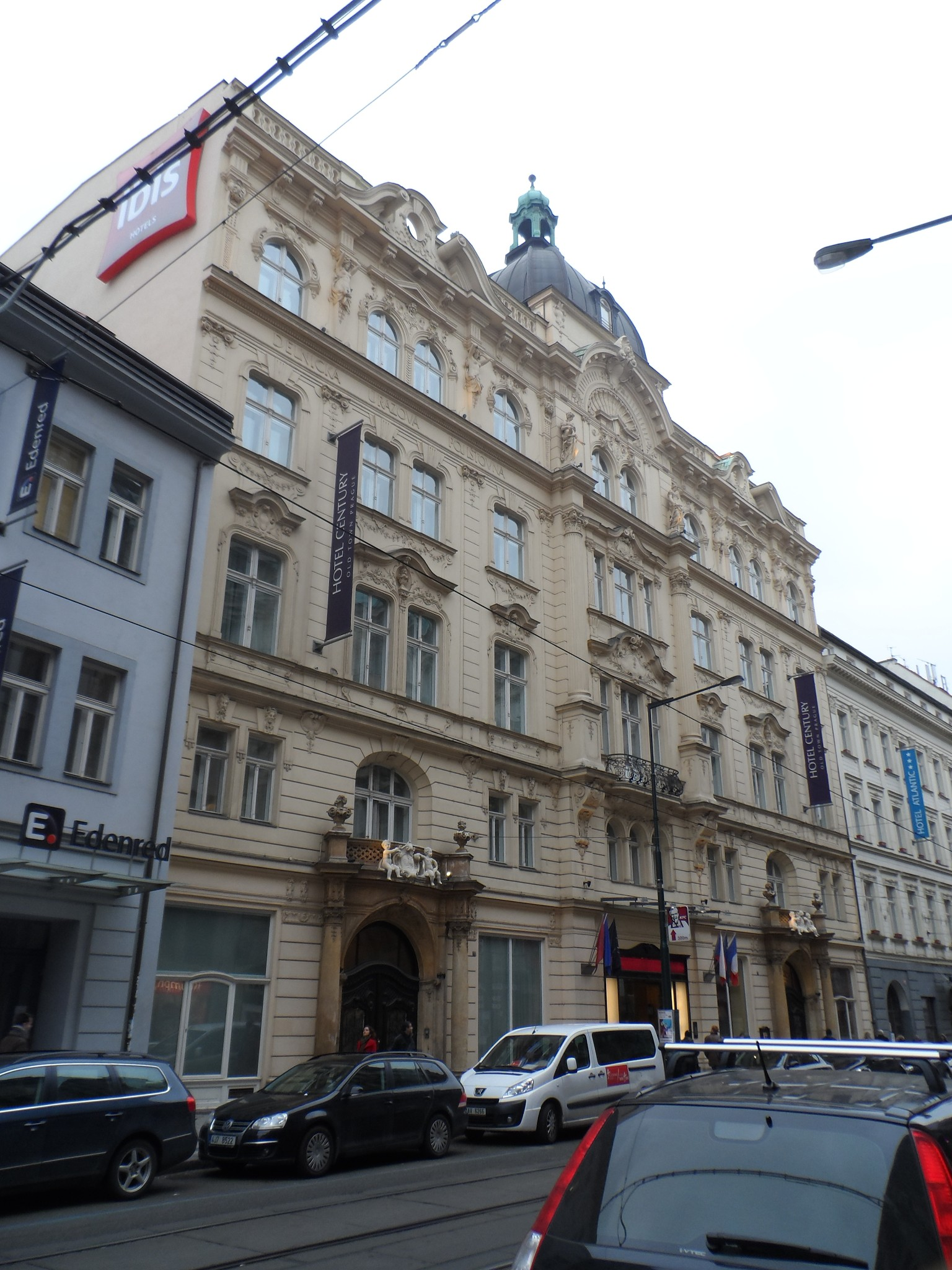
Sede dell'ex istituto assicurativo antinfortunistico dove lavorò Kafka.

Il 1º novembre 1907 Kafka venne assunto dalle Assicurazioni Generali di Trieste, dove lavorò per quasi un anno. Da quanto si può apprendere dalla sua corrispondenza, durante quel periodo fu particolarmente infelice, anche a causa dell'orario di lavoro, dalle 8 alle 18, che gli lasciava poco tempo a disposizione per dedicarsi alla scrittura, attività che considerava la sua vocazione e che stava perciò assumendo sempre maggior importanza nella sua vita, alla quale era però costretto a dedicarsi solo nel tempo libero. Il 15 luglio 1908 pertanto si dimise e, due settimane dopo, trovò un impiego più compatibile con le sue esigenze di scrittore, presso l'Istituto di assicurazioni contro gli infortuni del Regno di Boemia. Questo lavoro lo portava ad indagare e a valutare i risarcimenti dei danni per le lesioni personali agli operai: incidenti come dita o arti amputati erano infatti all'ordine del giorno in quel periodo.Il padre definì spesso il lavoro da agente assicurativo del figlio come Brotberuf, letteralmente "lavoro del pane", ad indicare un'occupazione svolta con il solo obiettivo di pagare le bollette. Nonostante questo Kafka venne rapidamente promosso e, tra le sue mansioni, vi erano l'elaborazione delle richieste di risarcimento, la compilazione delle relazioni e la contrattazione con gli imprenditori che ritenevano le loro imprese fossero state inserite in una categoria di rischio troppo elevata, comportando così loro un premio assicurativo maggiore. Egli arrivò inoltre a compilare la relazione annuale dell'istituto assicurativo per molti anni durante la sua permanenza e i suoi rapporti furono sempre ben accolti dai superiori. Solitamente riusciva a terminare le sue mansioni entro le prime ore del pomeriggio, così da avere il tempo per dedicarsi alla scrittura.
Anni dopo Brod coniò il nome Der enge Prager Kreis ("Il circolo ristretto di Praga") per indicare il gruppo di scrittori che comprendeva, oltre a lui stesso, Kafka e Felix Weltsch.
Compì un viaggio in Italia settentrionale (con Max e Otto Brod), toccando anche la città di Brescia, dove vide un esperimento di volo sui primi aeroplani. In seguito si recò a Parigi, in Svizzera, a Lipsia e a Weimar. Tornato a Praga, partecipò alle riunioni del gruppo social-rivoluzionario "Club dei giovani".
Alla fine del 1911, il marito di Elli, Karl Hermann, e Kafka divennero soci nella prima fabbrica di amianto a Praga, conosciuta come Prager Asbestwerke Hermann & Co. Kafka inizialmente si dimostrò interessato a questo affare, dedicandogli gran parte del suo tempo libero, ma poi tornò ad occuparsi maggiormente di letteratura. In quel periodo si interessò anche alle rappresentazioni teatrali in lingua yiddish. Dopo aver assistito, nel mese di ottobre del 1911, ad uno spettacolo di una compagnia teatrale yiddish, nei successivi sei mesi Kafka "si immerse nella lingua e letteratura yiddish" e questo interesse fu anche un punto di partenza per la sua crescente esplorazione del giudaismo. Fu in questo periodo che Kafka divenne vegetariano e a tal proposito scrisse: «mio padre dovette per mesi coprirsi il viso col giornale durante la mia cena prima di abituarsi», abituarsi cioè a «castagne, datteri, fichi, uva, mandorle, uva passa, zucche, banane, mele, pere, arance». In merito a questa sua nuova scelta di vita, l'amico Max Brod, durante una visita con Kafka all'acquario di Berlino, rimase profondamente colpito dalle sue parole:
Intorno al 1915 ricevette la chiamata al servizio militare durante la prima guerra mondiale, tuttavia i suoi datori di lavoro presso l'istituto di assicurazione riuscirono ad ottenere un rinvio poiché il suo lavoro era considerato un servizio essenziale per lo Stato; in seguito tentò volontariamente di entrare nell'esercito, ma fu respinto a causa dei problemi di salute legati alla tubercolosi, diagnosticatagli nel 1917. Nel 1918 l'istituto mise Kafka in pensione per malattia, per la quale al tempo non vi era alcuna cura, e che quindi lo costrinse a trascorrere la maggior parte del resto della sua vita ricoverato in sanatori.

### Vita privata

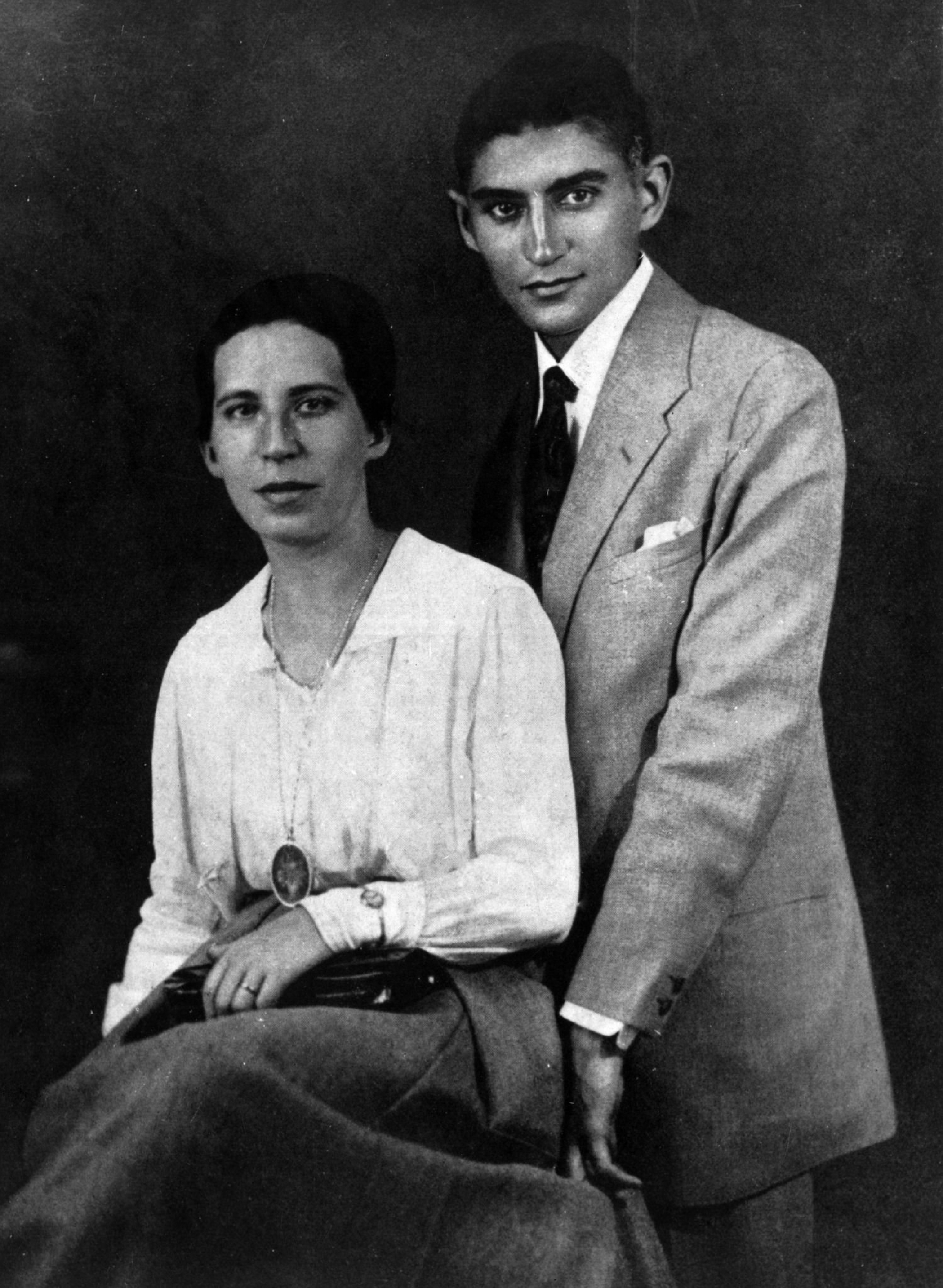
Felice Bauer

Secondo Brod, Kafka era "tormentato" dal desiderio sessuale, e anche il biografo Reiner Stach afferma che la sua vita fu quella di un "incessante donnaiolo", tuttavia condizionato da una forte paura di "fallimento sessuale". Per la maggior parte della sua vita adulta, egli frequentò bordelli e si interessò alla pornografia, oltre ad intrattenere rapporti stretti con diverse donne; la sua sessualità era però spesso sublimata e incompleta. Se da una parte era infatti attratto dalla sfera sessuale, dall'altra, come indice della conflittualità della sua persona, Kafka aborriva la carnalità e il suo stesso corpo: lui stesso racconta il disgusto per il proprio corpo quando il padre, accompagnandolo in piscina o nel bagno rituale ebraico (mikveh), lo costringeva a denudarsi; lo stesso senso di ripugnanza lo esprimeva nei confronti dell'amore sessuale descrivendolo, ad esempio ne Il castello, come qualcosa di sporco che riduce l'uomo all'animalità.

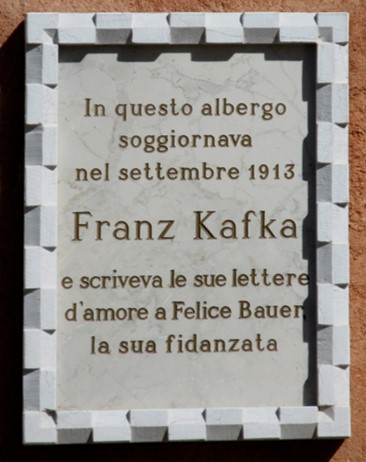
Kafka a Venezia nel 1913

Il 13 agosto del 1912 Kafka conobbe Felice Bauer, una giovane parente di Brod, che lavorava a Berlino come rappresentante di una società di dittafoni; una settimana dopo l'incontro a casa di Brod, Kafka scrisse nel suo diario:
Eppure di questa donna che giudica così poco attraente Kafka si innamorò, iniziando con lei una sofferta relazione, accompagnata da un fitto scambio epistolare: una corrispondenza dallo stile e dall'immaginazione pari, se non superiore, alla sua più famosa produzione letteraria. Le lettere gli permettono di aprire il suo animo ai sentimenti più segreti e nello stesso tempo di non impegnarsi in un rapporto materiale che lo spaventa; Kafka si dibatte infatti tra il desiderio di sposarla, cosa che gli permetterebbe di assestare la sua vita assolvendo ai suoi doveri di ebreo e di figlio, e la convinzione che questa unione sarà la sua rovina e un ostacolo alla sua libertà di scrivere. L'incontro con Felice libera però la forza creatrice di Kafka, poco dopo infatti scrisse in una sola notte il racconto Das Urteil (Il giudizio) e lavorò alacremente su Der Verschollene (America) e Die Verwandlung (La metamorfosi).
Nei successivi cinque anni mantenne i contatti con Felice Bauer per lo più attraverso lettere, incontrandola di tanto in tanto e impegnandosi in una relazione con lei per due volte; le lettere inviate da Kafka e sopravvissute sono state pubblicate come Briefe an Felice (Lettere a Felice), mentre le risposte di lei non sono state conservate. Stach e Brod affermarono che, durante il periodo in cui Kafka frequentava Felice Bauer, egli ebbe anche una relazione con un'amica di questi, Margarethe Bloch ("Grete"), ebrea di Berlino. Secondo Brod, la Bloch diede alla luce il figlio di Kafka, anche se egli non ne fu mai a conoscenza. Il bambino, il cui nome è ignoto, nacque nel 1914 o 1915 e morì a Monaco di Baviera nel 1921. I biografi di Kafka sostengono tuttavia che, sebbene la Bloch avesse certamente un figlio, non vi sono prove solide che Kafka ne fosse il padre né addirittura che i due fossero veramente in intime relazioni.
Secondo i biografi Stach e James Hawes, intorno al 1920 Kafka fu sentimentalmente impegnato con Julie Wohryzek, una povera e incolta cameriera d'albergo. Durante questo periodo Kafka iniziò una bozza della Lettera al padre, il quale era contrario a questa relazione a causa delle convinzioni sioniste di lei. Nonostante i due avessero affittato un appartamento e fissato una data di nozze, il matrimonio non ebbe mai luogo; prima della data prevista, egli ebbe inoltre una relazione con l'ennesima donna.
Nel mese di agosto del 1917 a Kafka fu diagnosticata la tubercolosi ed egli si trasferì per alcuni mesi nel villaggio boemo di Zürau (Siřem in lingua ceca), dove sua sorella Ottla lavorava nella fattoria del cognato Hermann. Lì si sentì a proprio agio e in seguito descrisse quel periodo come forse il migliore della sua vita, probabilmente perché era privo di ogni responsabilità e poté continuare a lavorare sui diari e su Oktavhefte (Quaderni in ottavo). Dagli appunti di queste opere Kafka ricavò 109 estratti numerati nel Zettel, fogli di carta in ordine sparso, in seguito pubblicati come Die Zürauer Aphorismen (Aforismi di Zürau).
Nella primavera del 1920, durante un soggiorno per cure a Merano presso la pensione Ottoburg di Maia Bassa, Kafka iniziò una corrispondenza con la giornalista ceca Milena Jesenská, moglie di Ernst Pollak e traduttrice in ceco di molti suoi racconti; i due si incontrarono a Vienna e ne scaturì un amore intenso e tormentato, come testimonia anche il carteggio Lettere a Milena, nonostante le numerose infedeltà del marito, ella infatti non riuscì comunque mai a separarsene. A lei Kafka affidò nel 1921 i suoi Diari, assicurando così la sopravvivenza di quest'opera e delle sue lettere a lei indirizzate.
Nel dicembre 1920 Kafka fu costretto a un nuovo ricovero, durato diversi mesi, questa volta a Matliary, sui Monti Tatra slovacchi, dove conobbe il medico Robert Klopstock, che divenne suo amico; a fine gennaio del 1922 si recò invece per un soggiorno montano nella località di Spindelmuehle (in ceco Spindleruv Mlyn), alle sorgenti dell'Elba sul confine con la Polonia. Nel luglio 1923, durante una vacanza a Graal-Müritz sul Mar Baltico, conobbe Dora Diamant, maestra d'asilo venticinquenne di famiglia ebrea ortodossa; dopo un breve rientro a Praga, nella speranza di sfuggire all'influenza della famiglia per concentrarsi sulla scrittura, a settembre Kafka raggiunse Dora a Berlino (nel sobborgo di Steglitz), convivendo con lei e diventandone l'amante. La sua compagnia permise a Kafka di vivere qualche mese serenamente e tranquillamente, tanto da paragonare questo periodo a quello con la sorella Ottla a Zürau. Dora rappresentò per lui la purezza dell'ebraismo originale; ella lo fece interessare allo studio del Talmud e con lei accarezzò anche il proposito di emigrare in Palestina, poi dissuaso per via del proprio stato fisico. In quel periodo lavorò a quattro storie, che sarebbero state pubblicate come Ein Hungerkünstler (Un digiunatore).
Malgrado i ripetuti tentativi di porvi rimedio con soggiorni climatici, la sua tubercolosi peggiorava e nel marzo 1924 Kafka tornò a Praga. Gli venne in seguito diagnosticata una laringite tubercolare e venne ricoverato, grazie alle mediazioni di Max Brod, nel sanatorio di Kierling, presso Vienna, dove poi morì, assistito da Dora Diamant e dal dottor Klopstock.

#### Personalità

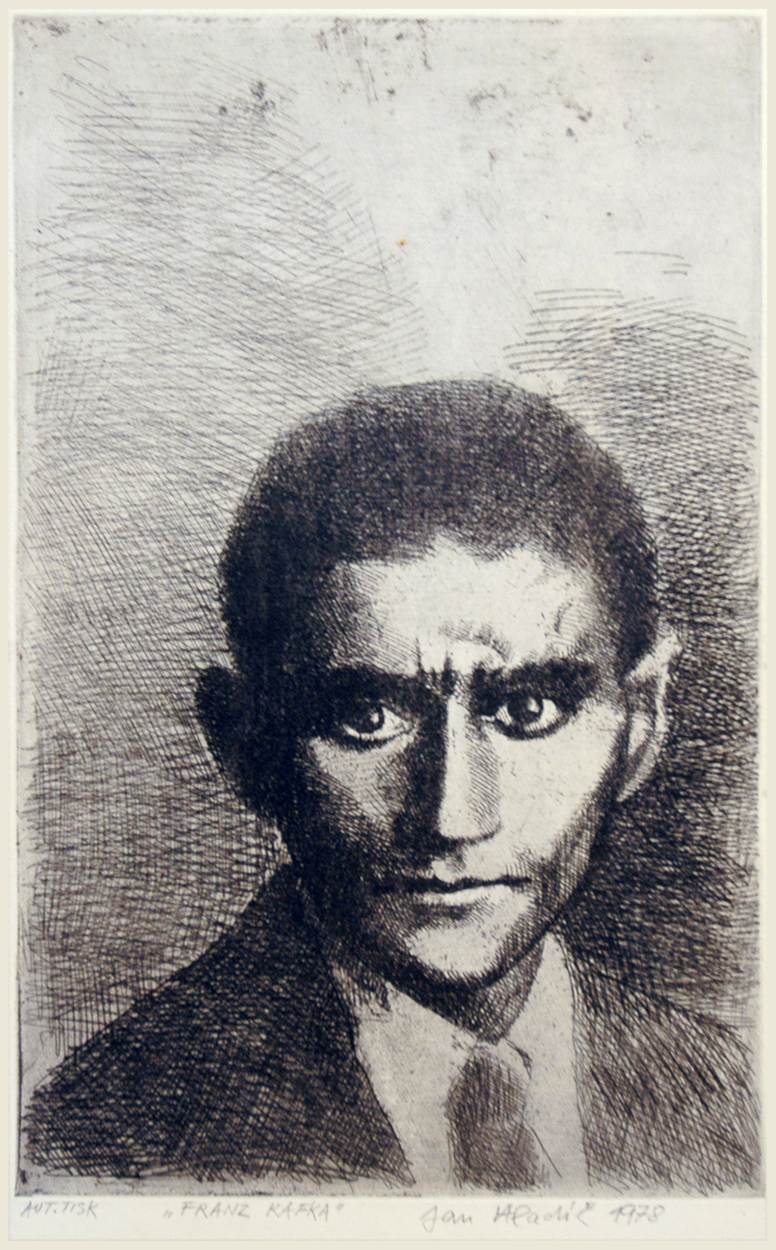
Franz Kafka, acquaforte da Jan Hladík 1978

Kafka temeva che la gente lo trovasse mentalmente e fisicamente ripugnante, tuttavia coloro che lo incontrarono lo descrissero come un uomo in possesso di un atteggiamento tranquillo e fresco, dotato di evidente intelligenza e un fine senso dell'umorismo; i contemporanei lo trovarono anche fanciullescamente bello, anche se di aspetto austero. Brod paragona Kafka a Heinrich von Kleist, sottolineando che entrambi gli scrittori possedevano la capacità di descrivere una situazione realisticamente con dettagli precisi. Brod riteneva che Kafka fosse una delle persone più divertenti che avesse mai conosciuto: egli, infatti, amava condividere l'umorismo con i suoi amici, ma fu capace anche di aiutarli nelle situazioni difficili con un buon consiglio. Brod evidenzia due dei tratti più distintivi di Kafka, che erano la "veracità assoluta" (absolute Wahrhaftigkeit) e la "coscienziosità precisa" (präzise Gewissenhaftigkeit).
Sebbene Kafka abbia mostrato poco interesse per l'esercizio fisico durante l'adolescenza, in seguito sviluppò interesse per i giochi e per l'attività fisica, diventando un buon camminatore, nuotatore e vogatore. Durante i fine settimana egli e i suoi amici intraprendevano lunghe passeggiate, spesso programmate da Kafka stesso. I suoi altri interessi inclusero la medicina alternativa, i sistemi pedagogici moderni come il metodo Montessori e le novità tecniche, come gli aeroplani e i film. La scrittura era importante per Kafka: la considerava una "forma di preghiera". Era molto sensibile ai rumori e preferiva essere tranquillo durante la scrittura.
Pérez-Álvarez ha sostenuto che Kafka possa aver sofferto di un disturbo schizoide di personalità: il suo stile non solo in Die Verwandlung (La metamorfosi), ma in diversi altri scritti, sembra mostrare tratti schizoidi di medio livello, che spiegherebbero molto del suo lavoro. La sua angoscia può essere percepita in questo appunto del suo diario del 21 giugno 1913:
e nell'aforisma di Zürau numero 50:
Nonostante Kafka non si sia mai sposato e non abbia avuto figli, ebbe diverse fidanzate e una grande considerazione del matrimonio e della paternità. Si ipotizza che possa aver sofferto di un disturbo alimentare: il medico Manfred M. Fichter della clinica psichiatrica dell'Università di Monaco ha presentato "le prove dell'ipotesi che lo scrittore Franz Kafka abbia sofferto di una anoressia nervosa atipica" e che lo scrittore non solo fosse depresso, ma anche con ideazioni suicidiarie. Nel suo libro del 1995 Franz Kafka, il paziente ebraico, Sander Gilman indagò sul perché un ebreo sarebbe stato considerato ipocondriaco o omosessuale e come Kafka incorpora aspetti di questi modi di intendere il maschio ebreo nella propria immagine di sé e nella scrittura". Kafka considerò il suicidio almeno una volta, verso la fine del 1912. Il suo rapporto conflittuale e ambiguo col corpo e la sessualità, oltre a vari suoi comportamenti, ha fatto ipotizzare che Kafka soffrisse anche di un disturbo ossessivo-compulsivo.
Fu anche un appassionato disegnatore.

### Opinioni politiche
Antecedentemente alla prima guerra mondiale, Kafka partecipò a diverse riunioni del Klub mladých, un'organizzazione anarco-socialista, anti-militarista ed anti-clericale ceca. Hugo Bergmann, che frequentò le stesse scuole elementari e superiori di Kafka, troncò i rapporti con lui durante il loro ultimo anno accademico (1900-1901), poiché "il suo socialismo [di Kafka] ed il mio sionismo erano troppo contrastanti", "Franz è diventato un socialista, io sono diventato un sionista nel 1898. La sintesi di sionismo e il socialismo non esisteva ancora". Bergmann sostiene che Kafka avesse indossato un garofano rosso a scuola per mostrare il suo sostegno al socialismo. In un diario, Kafka fa riferimento all'influente anarchico filosofo principe Pëtr Alekseevič Kropotkin: "Non dimenticare Kropotkin!".
Durante il periodo comunista, l'eredità del lavoro di Kafka per il blocco socialista orientale fu oggetto di accesi dibattiti: le opinioni variarono da una considerazione poco superiore alla satira di un fatiscente impero austro-ungarico, alla convinzione che egli incarnasse l'ascesa del socialismo. Un altro punto discusso ineriva il concetto di alienazione secondo l'interpretazione datane da Karl Marx. Mentre la posizione ortodossa sosteneva che le raffigurazioni kafkiane dell'alienazione non fossero più attuali in una società che, in quanto socialista, l'aveva eliminata, una conferenza del 1963 tenutasi a Liblice, in Cecoslovacchia, in occasione dell'ottantesimo anniversario della nascita di Kafka, rivalutò l'importanza della rappresentazione da lui fatta della burocrazia, come potente fattore di estraneazione dell'individuo. Se Kafka sia stato uno scrittore politico o meno è ancora, tuttavia, una questione dibattuta.

### Ebraismo e sionismo

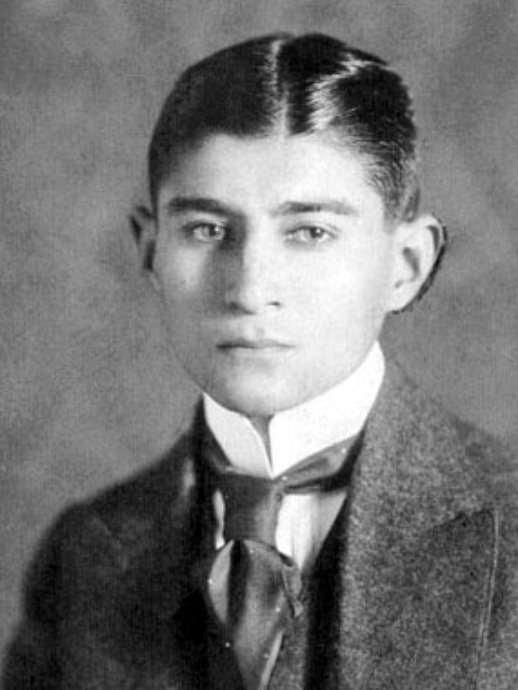
Kafka nel 1910

Kafka crebbe a Praga come ebreo di lingua tedesca. Come ricorda nei "Diari", il suo nome ebraico era Amschel, dal nonno della madre, uomo pio e dotto, morto quando lei aveva sei anni.
Era profondamente affascinato dagli ebrei dell'Europa orientale, convinto che vivessero la spiritualità con un'intensità sconosciuta agli ebrei occidentali. Il suo diario è pieno di riferimenti a scrittori yiddish. Tuttavia, negli anni dell'adolescenza Kafka si dichiarò spesso ateo e anche in seguito ebbe con la religione ebraica un rapporto controverso.
Hawes suggerisce che Kafka, nonostante fosse molto consapevole della propria ebraicità, non le diede spazio nei suoi lavori, che appaiono, sempre secondo Hawes, privi di temi, scene e caratteri ebraici. Al contrario, secondo il critico letterario Harold Bloom, anche se Kafka si sentiva a disagio con la sua eredità ebraica, è stato lo scrittore ebreo per eccellenza e Lothar Kahn è altrettanto inequivocabile: "la presenza dell'ebraicità nell'opera di Kafka non è più soggetta a dubbi". Pavel Eisner, uno dei primi traduttori di Kafka, interpreta il famoso romanzo Il processo come l'incarnazione della "triplice dimensione dell'esistenza ebraica di Praga […] il suo protagonista, Josef K. è (simbolicamente) arrestato da un tedesco (Rabensteiner), da un ceco (Kullich) e da un ebreo (Kaminer). Egli si distingue per il "senso di colpa senza colpa" che impregna l'ebreo nel mondo moderno, anche se non vi è alcuna prova che egli stesso sia un ebreo".
Verso la fine della sua vita Kafka inviò una lettera al suo amico Hugo Bergman a Tel Aviv, annunciando la sua intenzione di emigrare in Palestina. Bergman tuttavia rifiutò di ospitarlo perché aveva bambini e temeva che Kafka li infettasse con la tubercolosi.

### Morte

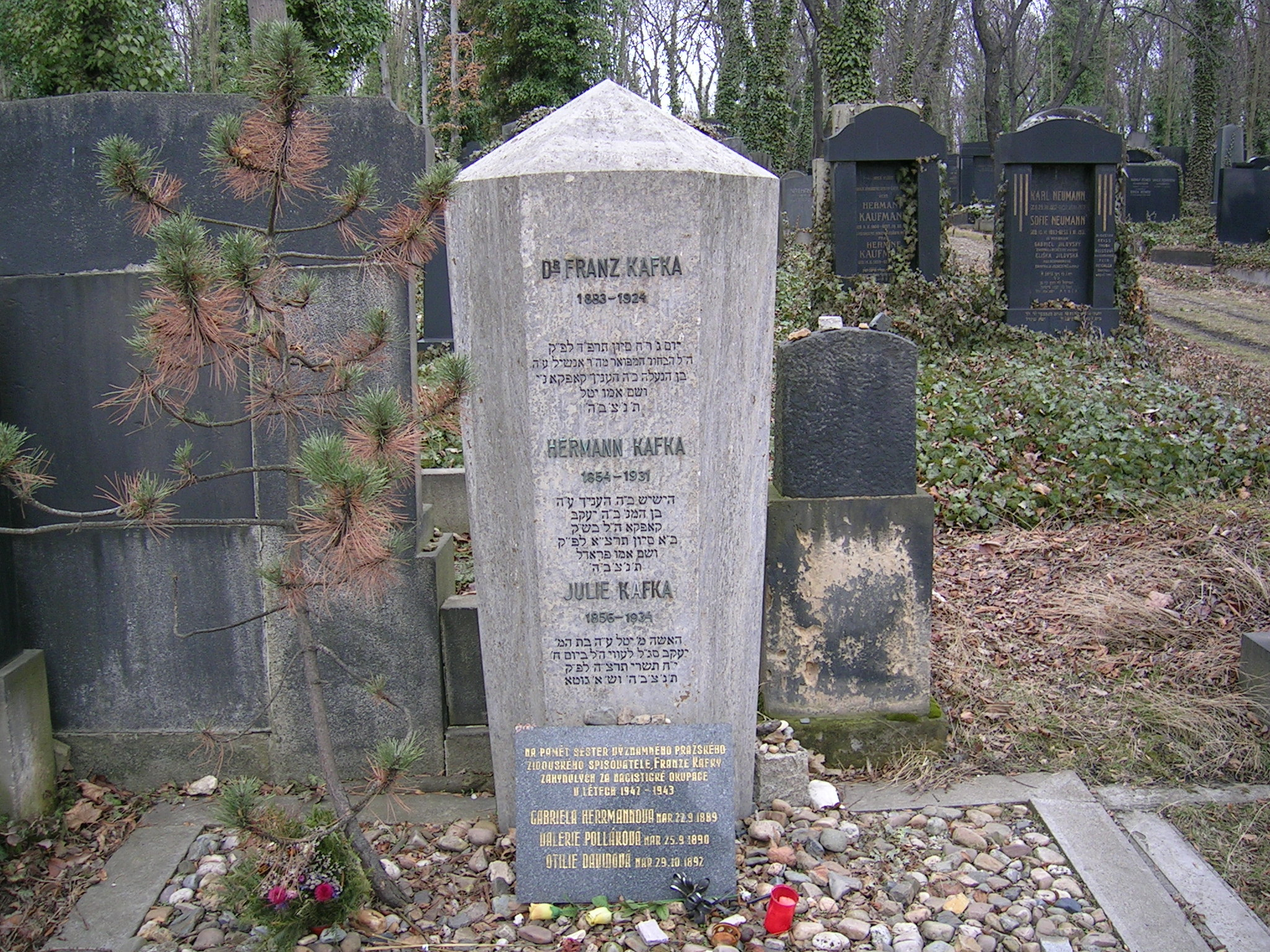
La tomba di Franz Kafka e dei suoi genitori nel nuovo cimitero ebraico di Praga a Žižkov

Nel marzo del 1924, malgrado i ripetuti tentativi di porvi rimedio con soggiorni climatici, la tubercolosi di cui Kafka soffriva peggiorò ed egli fece ritorno da Berlino a Praga, dove i suoi familiari e in particolare la sorella Ottla, si presero cura di lui. Gli venne in seguito diagnosticata una laringite tubercolare e il 10 aprile venne ricoverato, grazie alle mediazioni di Max Brod, nel sanatorio del dottor Hoffmann a Kierling, nei pressi di Vienna, per effettuare dei trattamenti; qui Kafka morirà il 3 giugno 1924, assistito da Dora Diamant e dal dottor Klopstock. La causa della morte sembra sia stata la fame: la condizione della faringe di Kafka gli rese infatti l'alimentazione troppo dolorosa e, dal momento che la nutrizione parenterale non era ancora stata messa a punto, non c'era modo di nutrirlo. Sul letto di morte, Kafka stava modificando il racconto Un digiunatore (letteralmente "Un artista della fame").
L'11 giugno 1924 il corpo di Kafka fu riportato a Praga, dove venne cremato e sepolto nel nuovo cimitero ebraico di Praga a Žižkov; nello stesso luogo in seguito verranno sepolti anche i genitori. Una lapide posta alla base della stele funeraria commemora inoltre le tre sorelle dello scrittore, morte nei lager nazisti fra il 1942 e il 1943.

## Lavori letterari e critica

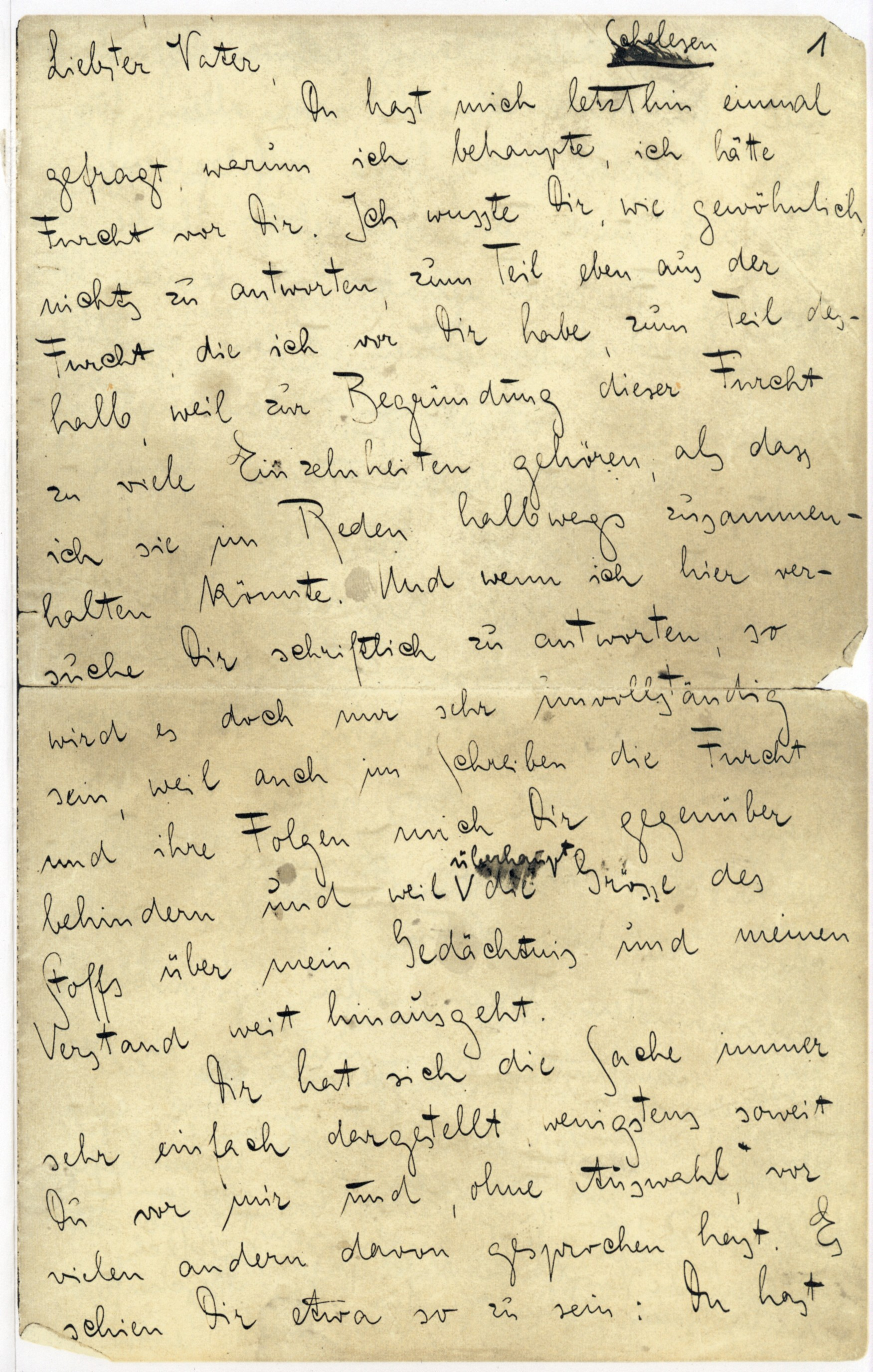
Prima pagina di lettera al padre

Tutte le opere pubblicate di Kafka, tranne alcune lettere che scrisse a Milena Jesenská, furono scritte in tedesco. Quel poco che fu pubblicato durante la sua vita riscontrò una scarsa attenzione da parte del pubblico.
Kafka non finì nessuno dei suoi romanzi e bruciò circa il 90 per cento del suo lavoro, in gran parte durante il periodo in cui visse a Berlino con Diamant. Nei suoi primi anni come scrittore, fu influenzato da von Kleist, il cui lavoro è descritto in una lettera a Bauer come "spaventoso" e più vicino a lui di quanto fosse la propria famiglia nei suoi confronti.

### Racconti
I primi lavori pubblicati di Kafka furono otto storie apparse nel 1908 nel primo numero della rivista letteraria Hyperion con il titolo Betrachtung (Contemplazione). In precedenza, nel 1904, egli aveva scritto il racconto Beschreibung eines Kampfes ("Descrizione di una battaglia") [c] che aveva mostrato a Brod l'anno seguente; questi, oltre a consigliargli di continuare a scriverlo, lo convinse a sottoporlo al Hyperion. Kafka pubblicò a Monaco di Baviera un frammento nel 1908 e due sezioni nella primavera del 1909.
In uno sfogo creativo, nella notte tra il 22 e il 23 settembre del 1912, Kafka scrisse il racconto Das Urteil (La condanna, letteralmente: "Il verdetto") e lo dedicò a Felice Bauer. Questa novella è spesso considerata l'opera che ha segnato la svolta di Kafka. Si tratta del racconto del rapporto travagliato di un figlio con il padre dominante di fronte ad una situazione nuova dopo il fidanzamento del figlio. Kafka la descrisse in seguito come "l'apertura completa del corpo e dell'anima", una storia che "si è evoluta come una vera e propria nascita, coperta di sporcizia e melma". La storia è stata pubblicata a Lipsia nel 1912 e dedicata "alla signorina Felice Bauer", e nelle successive edizioni "ad F".
Nel 1912, Kafka scrisse Die Verwandlung (La metamorfosi), che pubblicò nel 1915 a Lipsia. La storia inizia con un commesso viaggiatore che si sveglia ritrovandosi trasformato in un ungeheuren Ungeziefe, un parassita mostruoso, un animale indesiderato e impuro. I critici considerano questo lavoro come una delle opere che hanno maggiormente influenzato la narrativa del XX secolo. La storia In der Strafkolonie (Nella colonia penale), alle prese con un elaborato dispositivo di tortura e di esecuzione, fu scritta nell'ottobre 1914, rivista quattro anni più tardi e infine pubblicata a Lipsia nel mese di ottobre 1919. La storia Ein Hungerkünstler (Un digiunatore), pubblicata sulla rivista Die neue Rundschau nel 1924, parla di un protagonista vittima è un "artista della fame", che esprime il digiuno estremo come forma d'arte; si tratta di un individuo emarginato e vittima della società in generale. Il suo ultimo racconto, Josefine, die Sängerin oder Das Volk der Mouse (Giuseppina la cantante ossia il popolo dei topi), descrive, anch'esso, il rapporto tra un artista e il suo pubblico.

### Romanzi

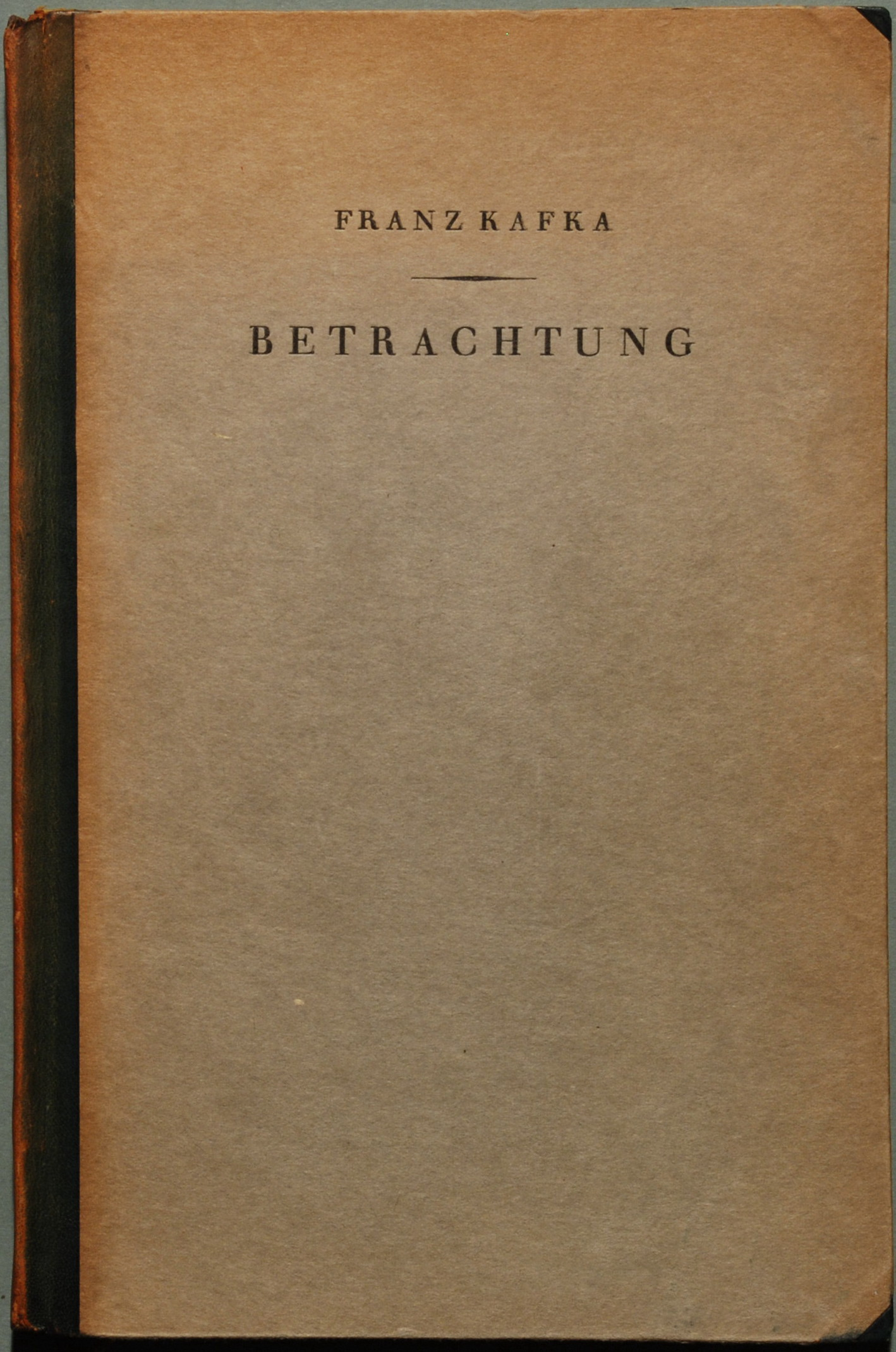
Prima edizione di Meditazione del 1912.

Kafka iniziò il suo primo romanzo nel 1912. Kafka chiamò il lavoro, rimasto incompiuto, Der Verschollene (Il disperso), ma quando Brod lo pubblicò nel 1927, dopo la morte dell'autore, la chiamò Amerika. Il suo primo capitolo, Der Heizer (Il fochista), era già stato pubblicato separatamente come racconto breve. L'ispirazione per il romanzo venne dal tempo trascorso, l'anno precedente, tra il pubblico del teatro yiddish, che portò a Kafka una nuova consapevolezza delle proprie origini ebraiche e al pensiero che vi dovesse essere un innato apprezzamento per le proprie origini nel profondo di ogni individuo. Più esplicitamente ironico e un po' più realistico rispetto alla maggior parte delle opere di Kafka, il romanzo condivide con esse il tema di un sistema oppressivo e intangibile e le situazioni bizzarre in cui viene suo malgrado coinvolto il protagonista. Egli prese spunto da molti dettagli di esperienze dei suoi parenti emigrati in America per comporre l'opera, che resta l'unico lavoro per il quale Kafka considerò un finale ottimista.
Durante il 1914, Kafka iniziò il romanzo Il processo, la storia di un uomo arrestato e processato da un'autorità inaccessibile e distante senza che il crimine venga rivelato né a lui, né al lettore. Il lavoro non venne mai completato, anche se il capitolo finale fu portato a termine. Secondo il premio Nobel e studioso Elias Canetti, la figura di Felice è centrale nella trama di Der Process e asserì che era "la storia di Kafka". Canetti intitolò il suo libro centrato sulle lettere di Kafka a Felice come L'altro processo di Kafka, in riconoscimento del rapporto tra le lettere e il romanzo. Michiko Kakutani, in una recensione per il The New York Times, appunta che le lettere di Kafka sono le "caratteristiche della sua narrativa: la stessa nervosa attenzione ai minimi particolari, la stessa consapevolezza paranoica degli spostamento degli equilibri del potere, la stessa atmosfera di soffocamento combinata, abbastanza sorprendentemente, con momenti di ardore giovanile e piacere emotivo".
Alcuni critici hanno dedotto da una nota del diario dell'autore datata l'11 giugno 1914 che Kafka stesse già progettando il suo romanzo Il castello (Das Schloss); tuttavia, egli non iniziò a scriverlo fino al 27 gennaio 1922. Il protagonista è un agrimensore, chiamato K., che per motivi sconosciuti tenta invano di accedere alle misteriose autorità di un castello che governano il paese. Kafka interruppe la scrittura dell'opera prima di scriverne il finale, ma dichiarò che la sua intenzione era che l'opera terminasse con K. sul letto di morte che riceveva la notifica da parte delle autorità del castello che il suo "diritto legale di vivere nel villaggio non era valido, ma, prendendo in considerazione alcune circostanze accessorie, ad egli doveva essere permesso di vivere e lavorare lì". Cupo e, a tratti surreale, il romanzo ha come temi fondamentali l'alienazione, la burocrazia, i tentativi vani e frustranti dell'uomo di contrastare il sistema e la ricerca vana e senza speranza di un obiettivo irraggiungibile.

### Storia editoriale

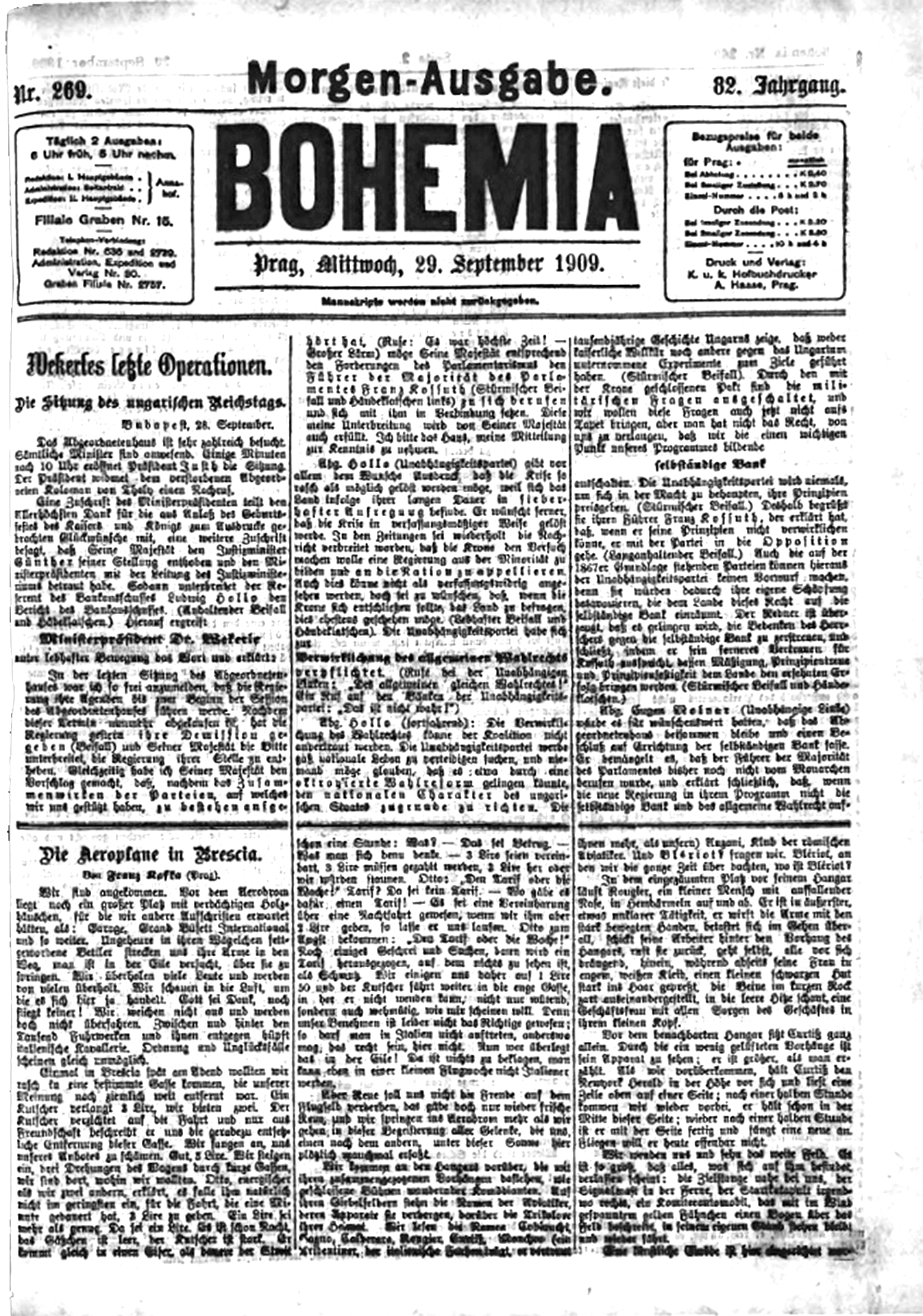
L'edizione mattutina del Bohemia del 29 settembre 1909 con l'articolo di Kafka: Die Aeroplane in Brescia

Le storie di Kafka inizialmente furono pubblicate su riviste letterarie. Le prime otto vennero stampate nel 1908 sul primo numero del bimestrale Hyperion. L'amico e collaboratore Franz Blei pubblicò nel 1909 due dialoghi che divennero parte di Beschreibung eines Kampfes (Descrizione di una battaglia). Un frammento della storia Die Aeroplane in Brescia (Gli aeroplani a Brescia), scritto in proposito di un viaggio fatto in Italia con Brod, apparve nel quotidiano di Boemia il 29 settembre 1909. Il 27 marzo 1910, diverse storie che in seguito divennero parte del libro Betrachtung vennero pubblicate nell'edizione pasquale di Boemia. Nel 1913, a Lipsia, Brod e l'editore Kurt Wolff inclusero Das Urteil. Eine Geschichte von Franz Kafka (Il verdetto. Un racconto di Franz Kafka) nel loro annuario letterario per l'Arkadia d'arte poetica. Il racconto Vor dem Gesetz ("Davanti alla Legge") fu pubblicato nell'edizione di Capodanno del 1915 dal settimanale ebraico indipendente Selbstwehr; nel 1919 venne in seguito ristampato come parte della raccolta dei racconti Ein Landarzt (Un medico di campagna) e divenne parte del romanzo Il Processo. Altre storie vennero stampate in varie pubblicazioni, tra cui di Brod Der Jude, il giornale Prager Tagblatt e i periodici Die neue Rundschau e Prager Presse.
Il primo libro pubblicato di Kafka, Betrachtung (Contemplazione, o la "meditazione""), era una raccolta di 18 racconti scritti, appartenenti al periodo tra il 1904 e il 1912. In un viaggio estivo a Weimar, Brod promosse un incontro tra Kafka e Kurt Wolff; Wolff pubblicò "Contemplazione" sulla Rowohlt Verlag, alla fine del 1912. Kafka dedicò a Brod, "Für MB", e aggiunse, nella copia personale donata al suo amico "So wie es hier schon gedruckt ist, für meinen liebsten Max - Franz K." ("Come è già stampato qui, per il mio carissimo Max").
Il racconto Die Verwandlung (La metamorfosi) fu stampato per la prima volta nel numero di ottobre 1915 del Die Weißen Blätter, una edizione mensile di letteratura espressionista, a cura di René Schickele. Un'altra raccolta di racconti, Un medico di campagna, è stata pubblicata da Kurt Wolff nel 1919 e dedicata al padre di Kafka. Venne inoltre preparata una raccolta finale di quattro storie per la stampa, Ein Hungerkünstler (Un digiunatore), che apparvero nel 1924, dopo la sua morte, in Verlag Die Schmiede. Il 20 aprile 1924, il Berliner Börsen-Courier pubblicò il saggio di Kafka sull'Adalbert Stifter.

#### Max Brod

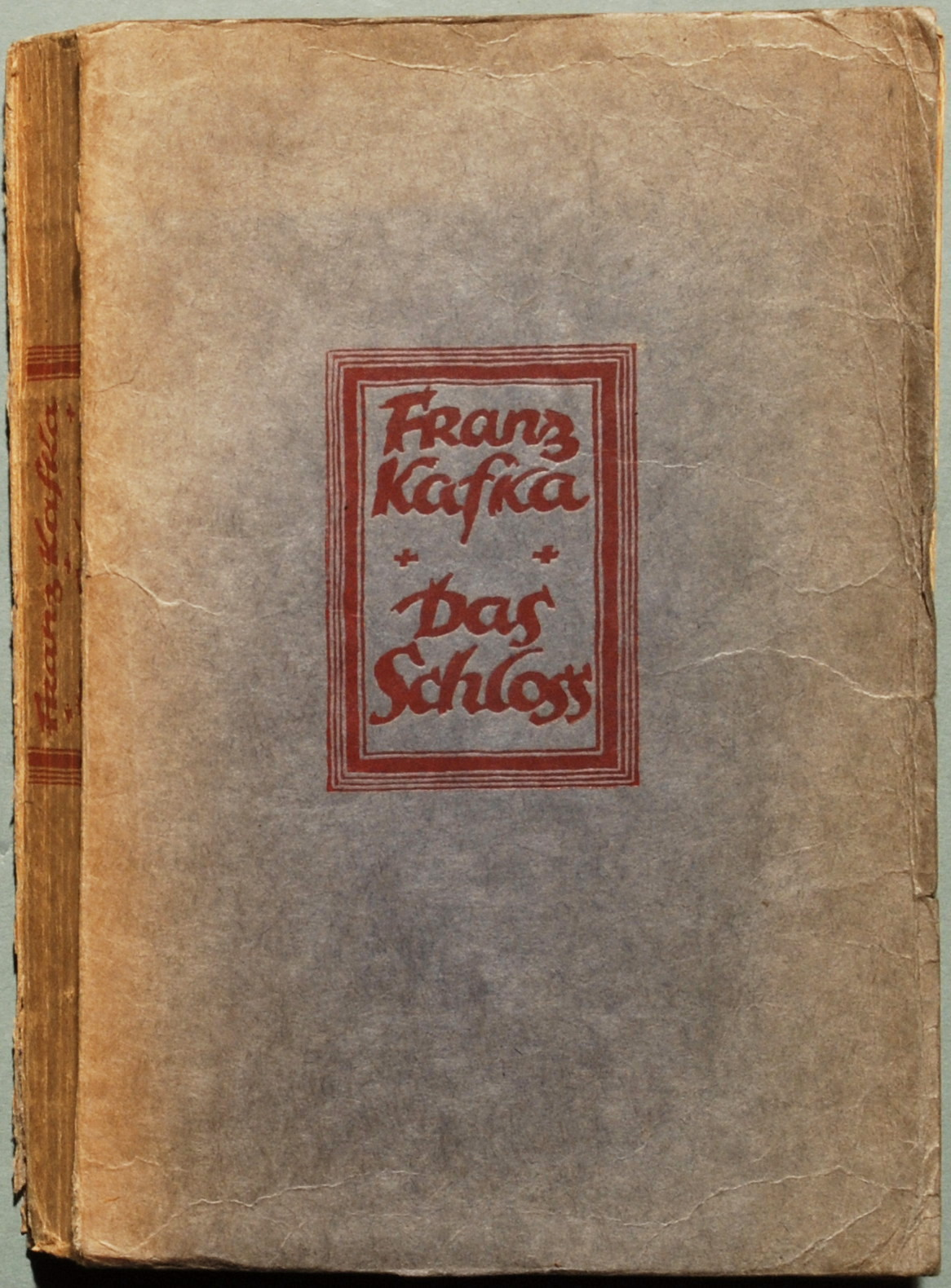
Prima edizione de Il castello del 1926.

Kafka lasciò i suoi lavori, sia editi che inediti, al suo amico ed esecutore letterario Max Brod, con esplicite istruzioni che sarebbero dovuti essere distrutti alla sua morte; Kafka scrisse: "Carissimo Max, la mia ultima richiesta: tutto quello che lascio dietro di me… diari, manoscritti, lettere (mie e di altri), bozze e così via, [sono] per essere bruciate e non lette". Brod, tuttavia, decise di ignorare questa richiesta e, tra il 1925 e il 1935, pubblicò i romanzi e le raccolte. Quando fuggì in Palestina nel 1939, portò con sé molte carte, che rimangono inedite. Anche l'ultima amante di Kafka, Dora Diamant, ignorò i suoi desideri, conservando segretamente 20 libri di appunti e 35 lettere. Questi furono confiscati dalla Gestapo nel 1933, ma gli studiosi continuano ancora a cercarli.
Quando Brod iniziò a pubblicare la maggior parte degli scritti in suo possesso, l'opera di Kafka cominciò ad attirare una ampia attenzione e il plauso della critica. Brod trovò difficoltà ad organizzare gli appunti di Kafka in ordine cronologico. Un problema fu dovuto al fatto che Kafka spesso iniziava a scrivere in diverse parti del libro: a volte in mezzo, a volte lavorando a ritroso partendo dalla fine. Brod terminò molte opere incomplete di Kafka perché fossero pubblicate. Ad esempio, Kafka, lasciò Der Process con alcuni capitoli incompleti e Das Schloss con frasi sospese e contenuti ambigui; Brod riarrangiò i capitoli, modificò parte del testo e cambiò la punteggiatura. Der Process è apparso nel 1925 in Verlag Die Schmiede. Kurt Wolff pubblicò altri due romanzi, Das Schloss nel 1926 e nel 1927 Amerika. Nel 1931, Brod curò una raccolta di prose e storie inedite come Beim Bau der Chinesischen Mauer (La Grande Muraglia della Cina). Il libro apparve nel Gustav Kiepenheuer Verlag. Le serie di Brod sono di solito chiamate "Edizioni Definitive".

#### Edizioni moderne
Nel 1961, Malcom Pasley acquisì la maggior parte del lavoro originale manoscritto di Kafka per la Biblioteca Bodleiana di Oxford. Il testo di Der Process fu poi acquistato attraverso aste e venne memorizzato presso l'Archivio di letteratura tedesca a Marbach am Neckar, in Germania. In seguito, Pasley a capo di un gruppo (tra cui Gerhard Neumann, Jost Schillemeit e Jürgen Born), che si occupò di ricostruire i romanzi tedeschi; la casa editrice S. Fischer Verlag ripubblicò i lavori. Pasley fu il redattore de Il Castello, pubblicato nel 1982, e Il Processo, pubblicato nel 1990. Jost Schillemeit è stato il redattore di Amerika pubblicato nel 1983. Queste sono chiamate le "Edizioni Critiche" o le "Edizioni Fischer".

#### Appunti inediti
Quando Brod morì nel 1968, lasciò gli appunti inediti di Kafka, che si ritengono essere alcune migliaia, alla sua segretaria Esther Hoffe. Alcuni furono pubblicati o venduti, ma la maggior parte venne lasciata alle sue figlie, Eva e Ruth, che anch'esse si rifiutarono di divulgarle. Una battaglia legale iniziata nel 2008 tra le sorelle e la Biblioteca nazionale di Israele, che sosteneva che queste opere fossero diventate di proprietà della nazione d'Israele da quando Brod emigrò nella Palestina britannica nel 1939. Esther Hoffe vendette il manoscritto originale di Il processo per 2 000 000 di dollari statunitensi nel 1988 all'archivio tedesco letterario della letteratura moderna di Marbach am Neckar. Una sentenza, del 2010, di un tribunale di Tel Aviv ha dichiarato che i documenti dovevano essere rilasciati ma pochi lo furono, tra cui una storia sconosciuta, ma la battaglia legale continua. Le Hoffes sostengono che gli appunti sono loro beni personali, mentre la Biblioteca Nazionale sostiene che siano "beni culturali appartenenti al popolo ebraico".

### Interpretazioni critiche

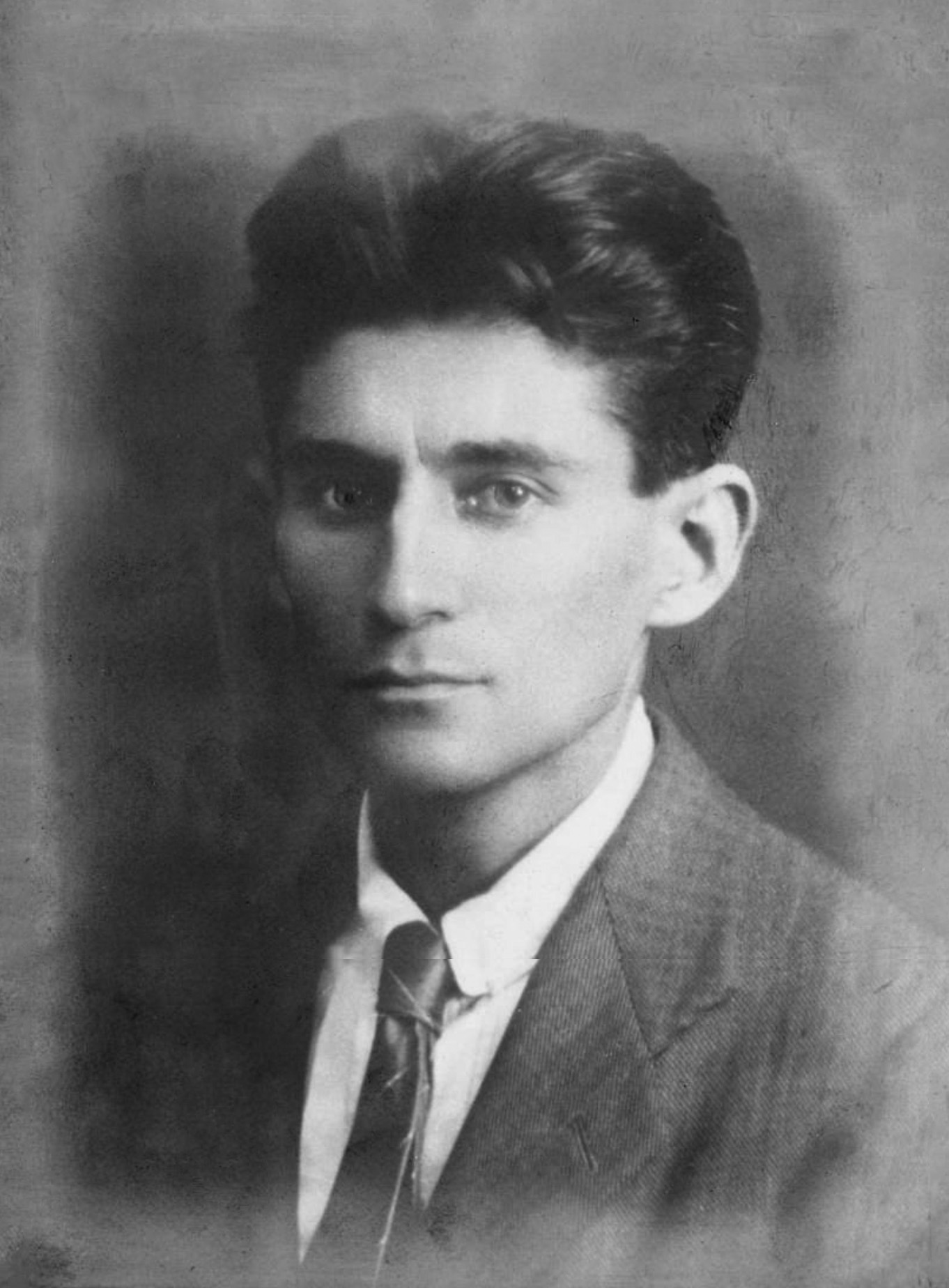
Kafka nel 1917

Il poeta Wystan Hugh Auden definisce Kafka il "Dante del XX secolo"; il romanziere Vladimir Vladimirovič Nabokov lo colloca tra i più grandi scrittori del suo tempo. Dalla lettura de La metamorfosi Gabriel García Márquez apprese "che era possibile scrivere in un modo diverso".
Un tema importante e ricorrente dell'opera di Kafka, stabilito in primo luogo nel racconto La condanna, è il conflitto padre-figlio: il senso di colpa indotto al figlio, viene risolto attraverso la sofferenza e l'espiazione. Altri temi importanti e archetipi includono l'alienazione, la violenza fisica e psicologica, personaggi che intraprendono una battaglia terribile e la trasformazione mistica.
Lo stile di Kafka è stato paragonato, già nel 1916, a quello di Kleist in una recensione di Die Verwandlung e Der Heizer di Oscar Walzel in Berliner Beiträge. La natura della prosa di Kafka consente per le più svariate interpretazioni e i critici hanno collocato il suo stile in una varietà di scuole letterarie. I marxisti, per esempio, sono fortemente in disaccordo su come debbano essere interpretate le opere di Kafka. Alcuni lo accusarono di distorcere la realtà, mentre altri sostenevano che vi fosse una critica al capitalismo. La disperazione e l'assurdità, comuni nelle sue opere, sono considerati come l'emblema dell'esistenzialismo. Si può affermare che alcuni dei libri di Kafka siano stati influenzati dal movimento espressionista, anche se la maggior parte della sua produzione letteraria è stato associata con il genere modernista sperimentale. Kafka tocca anche il tema del conflitto umano con la burocrazia. William Burrows sostiene che tale lavoro è incentrato sui concetti di lotta, di dolore, di solitudine e della necessità di relazioni. Altri, come Thomas Mann, vedono l'opera di Kafka come allegorica: la ricerca, di natura metafisica, di Dio.
Secondo Gilles Deleuze e Félix Guattari, i temi dell'alienazione e della persecuzione, anche se presenti nell'opera di Kafka, sono stati troppo enfatizzati dalla critica. Essi sostengono che il lavoro di Kafka è più deliberatamente sovversivo e più gioioso di quanto possa apparire a prima vista. Essi sottolineano che durante la lettura delle sue opere, mentre ci si concentra sulla futilità delle lotte dei suoi personaggi, viene rivelato un gioco umoristico; Kafka non descrive necessariamente i suoi problemi, piuttosto sottolinea come le persone tendono a inventare i problemi. Nel suo lavoro, Kafka spesso ha creato malevoli mondi assurdi. Kafka leggeva le bozze delle sue opere ai suoi amici, di solito concentrandosi sulla sua prosa umoristica. Lo scrittore Milan Kundera suggerisce che l'umorismo surreale di Kafka potrebbe essere stato una inversione della presentazione dei personaggi di Fëdor Dostoevskij che vengono puniti per un crimine. Nelle opere di Kafka, un personaggio viene punito anche se non ha commesso alcun reato. Kundera ritiene che l'ispirazione di Kafka per le sue caratteristiche situazioni provenga dal fatto di essere cresciuto in una famiglia patriarcale e di vivere in uno Stato totalitario.
Sono stati fatti vari tentativi per identificare l'influenza del contesto giuridico in Kafka e il ruolo della disciplina del diritto nella sua narrativa. La maggior parte delle interpretazioni identificano questi aspetti come importanti nel suo lavoro, in cui il sistema giuridico è spesso descritto come opprimente. La legge nelle opere di Kafka, piuttosto che essere rappresentata da una particolare persona giuridica o politica, di solito viene descritta come una forma anonima di forze incomprensibili, nascoste in parte nei singoli, ma che controllano la vita delle persone che sono vittime innocenti di sistemi al di fuori del loro controllo. I critici che sostengono questa interpretazione surreale citano i casi in cui Kafka si descrive in conflitto con un universo assurdo, come ad esempio la frase tratta dal suo diario:
Tuttavia, James Hawes sostiene che molte delle descrizioni di Kafka dei procedimenti giudiziari ne Il Processo, assurdi, metafisici, sconcertanti e da incubo, come possano apparire, si basano su descrizioni accurate e informate dei procedimenti penali tedeschi e austriaci del tempo, che erano inquisitori piuttosto che accusatori. Anche se lavorò nel settore delle assicurazioni, come esperto avvocato Kafka era "profondamente consapevole dei dibattiti legali del suo tempo". In una pubblicazione di inizio del XXI secolo, che utilizza gli scritti di Kafka come suo punto di partenza, Pothik Ghosh afferma che con Kafka la legge "non ha alcun significato al di fuori del suo fatto di essere una pura forza di dominazione e determinazione".

## Citazioni e omaggi

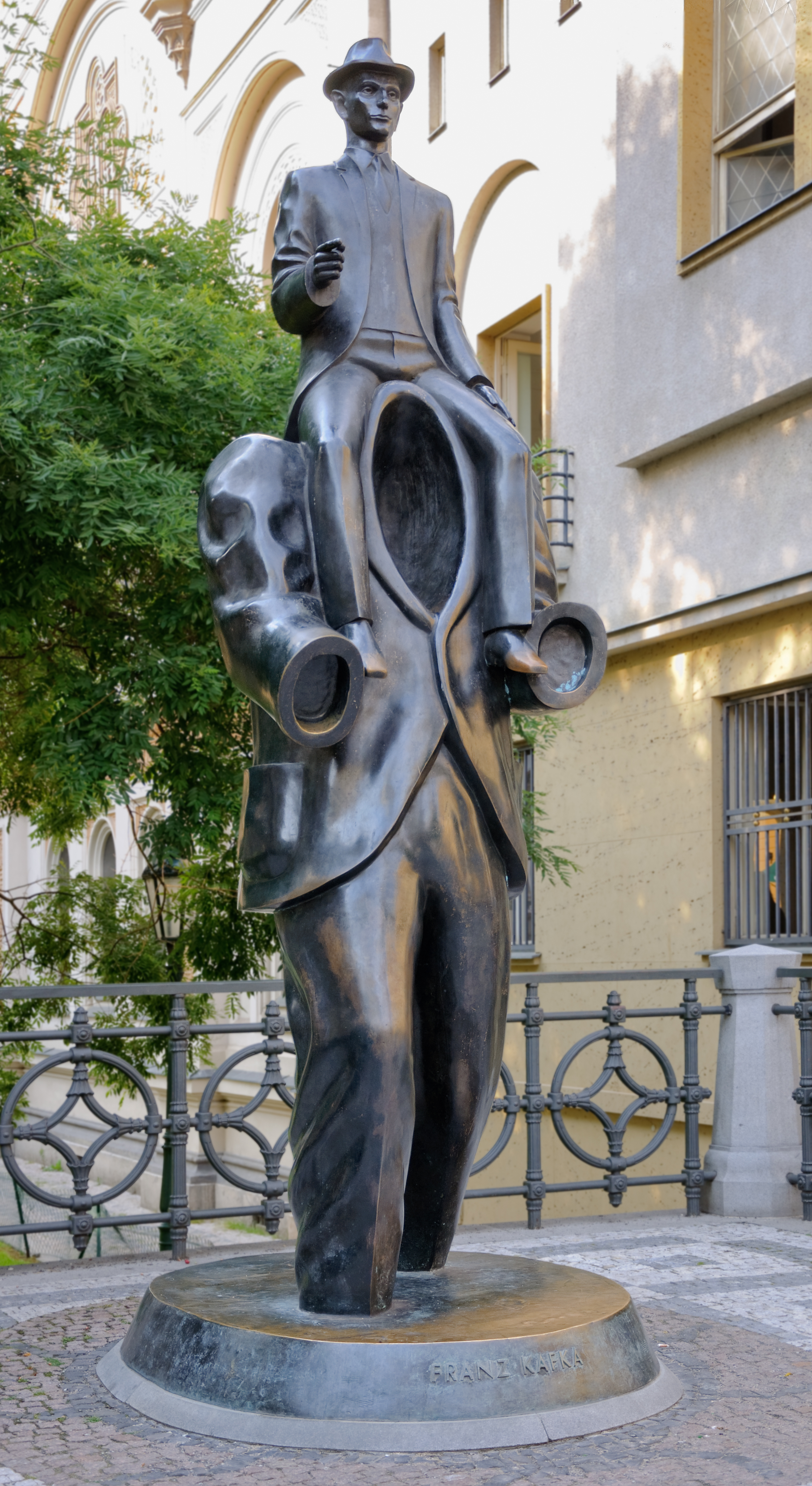
Statua di Franz Kafka a Praga

- Una statua in bronzo è stata dedicata allo scrittore dalla città di Praga nel 2003. Opera dell'artista Jaroslav Róna, è situata nei pressi del quartiere ebraico di Praga (in via Dušní) e riproduce un cappotto gigante e vuoto e un uomo sedutovi sopra a cavalcioni. Ispirata al racconto Descrizione di una battaglia, rappresenta Kafka seduto sul padre, che Franz ha sempre descritto come un uomo enorme e austero. La testa del padre che emerge dal cappotto non ci è mostrata perché Franz dichiarava di avere difficoltà nel guardarlo in faccia. Per finire, Franz è stato posizionato a cavalcioni sul cappotto ironicamente, quasi a far vedere che ha superato la sua paura nei confronti del padre grazie alla lettera che gli ha scritto, la famosa Lettera al padre. La statua ci riporta alla mente anche La metamorfosi e l'abbandono del proprio corpo. Vedendo il cappotto vuoto ci si chiede infatti che fine abbia fatto il corpo che lo riempiva. Si può dunque far riferimento al termine "kafkiano" anche in questo caso. La statua richiama infatti qualcosa fuori dalla realtà, allucinante[207].
- Allo scrittore è stato dedicato l'asteroide 3412 Kafka, scoperto nel 1983.
- Al suo rapporto con Milena è dedicata la canzone Franz e Milena dell'artista italiano Murubutu.

## Opere

### Romanzi
- Il processo (Der Prozess, 1925)
- Il castello (Das Schloß, 1926)
- America, oppure Il disperso (Amerika, oppure Der Verschollene, 1927)

### Racconti

#### Raccolte di racconti

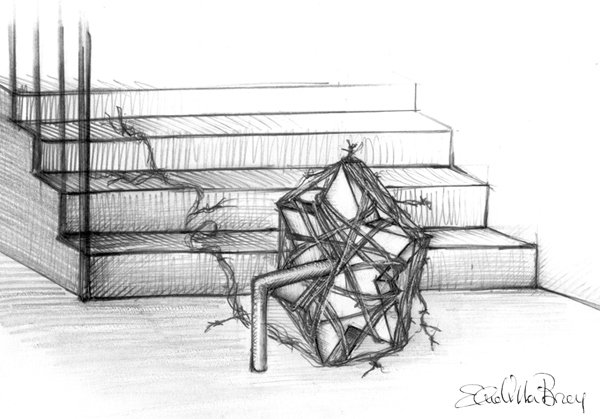
Rappresentazione del personaggio di fantasia Odradek, tratto dal racconto Il cruccio del padre di famiglia incluso nella raccolta Un medico di campagna

- Meditazione, oppure Contemplazione (Betrachtung, 1904-1912)
- Un medico di campagna, oppure Un medico condotto (Ein Landarzt, 1914-1917)
- Durante la costruzione della muraglia cinese (Beim Bau der chinesischen Mauer, 1914-1924)
- Un digiunatore (Ein Hungerkünstler, 1922-1924)

#### Racconti non antologizzati

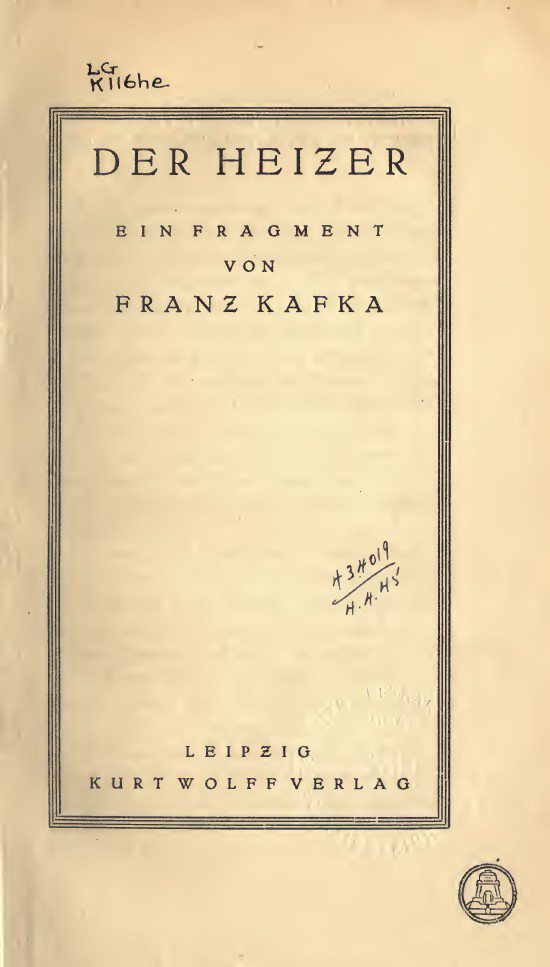
Il fochista (Der Heizer, 1913)

- Descrizione di una battaglia (Beschreibung eines Kampfes, 1904-1905)
- Preparativi di nozze in campagna (Hochzeitsvorbereitungen auf dem Lande, 1907)
- Colloquio con l'orante (Gespräch mit dem Beter, 1909)
- Colloquio con l'ubriaco (Gespräch mit dem Betrunkenen, 1909)
- Richard e Samuel (Richard und Samuel, 1911), scritto con Max Brod
- Gli aeroplani a Brescia (Die Aeroplane in Brescia, 1911)
- La condanna, oppure Il verdetto (Das Urteil, 1912)
- Strepito (Großer Lärm, 1912)
- Il fochista (Der Heizer, 1913), primo capitolo di Amerika
- La metamorfosi (Die Verwandlung, 1915)
- Nella colonia penale (In der Strafkolonie, 1919)
- L'arruolamento (Die Truppenaushebung)
- Un eroismo quotidiano (Ein alltäglicher Heroismus)

### Aforismi
- Aforismi di Zürau oppure Considerazioni sul peccato, il dolore, la speranza e la vera via (Die Zürauer Aphorismen, 1946), raccolta di 109 aforismi

### Diari
- Diari 1910-23 (Tagebücher, 1949)
- Quaderni in ottavo (Entstehungszeitraum der Oktavhefte, 2004)

### Epistolari
- Lettera al padre (Brief an den Vater, 1919)
- Lettere a Milena (Briefe an Milena, 1958), lettere a Milena Jesenská
- Relazioni (Amtliche Schriften, 1988), relazioni all'Istituto delle Assicurazioni
- Lettere 1902-24 (Briefe, 1902-1924), raccolte da Max Brod
- Altre lettere sparse
- Lettere a Ottla e alla famiglia, a cura di Harnut Binder e Klaus Wagenbach
- Lettere a Felice (Briefe an Felice Bauer, 1912-1917), lettere a Felice Bauer
- Un altro scrivere. Lettere 1904-24, carteggio con Max Brod, a cura di Malcolm Pasley, Vicenza, Neri Pozza, 2007.
- Le ultime lettere ai genitori 1922-1924 (Dopisy rodicum z let, 1922-1924)

### Opere complete
- Gesammelte Werke. Taschenbuchausgabe in acht Bänden, a cura di Max Brod, Frankfurt am Main: Fisher, 1950-74.
- Kritische Ausgabe. Schriften, Tagebücher, Briefe, a cura di Jürgen Born, Gerhard Neumann, Malcolm Pasley e Jost Schillemeit, Frankfurt am Main: Fischer, 1982.
- Gesammelte Werke in 12 Bänden in der Fassung der Handschrift, a cura di Hans-Gerd Koch, Frankfurt am Main: Fischer, 1983.
- Sämtliche Werke, Stuttgart: Suhrkamp Verlag, 2008. ISBN 978-3-518-42001-0.
- Kafka-Handbuch. Leben - Werk - Wirkung, a cura di Manfred Engel e Bernd Auerochs, Stuttgart, Weimar: Metzler 2010. ISBN 978-3-476-02167-0.
- Romanzi, 1969 - Racconti, 1970 - Confessioni e Diari, 1972 - Lettere a Felice (1912-1917), 1972, a cura di Ervino Pocar; Lettere, 1988, a cura di Ferruccio Masini; 5 voll., Collana I Meridiani, Milano, Arnoldo Mondadori Editore, 1969-1988.

### Inediti
Nel 2019, dopo una lunga battaglia legale durata un decennio, la Biblioteca nazionale di Gerusalemme è entrata in possesso di una serie di inediti di Franz Kafka: quaderni con compiti in lingua ebraica, lettere, diari di viaggio, bozze di racconti e anche schizzi e caricature. Tra essi si trova l'originale della Lettera al padre e il manoscritto di Preparativi delle nozze in campagna, inizialmente di 58 pagine, poi condensate in 5.

## Rappresentazioni di Kafka

### Kafka nel cinema
- Il processo, film scritto nel 1962 per la regia di Orson Welles, tratto dall'omonimo romanzo di Kafka. Tra i protagonisti, Anthony Perkins nel ruolo di Joseph K. e Arnoldo Foà in quello dell'ispettore A.
- Il castello (Germania, 1968), regia di Rudolf Noelte, tratto dall'omonimo romanzo di F. Kafka.
- La colonia penale (Cile, 1970), regia di Raúl Ruiz
- Il processo (1978 - regia di Luigi Di Gianni)
- Rapporti di Classe (Francia/Germania Occidentale, 1984), regia di Straub e Huillet. Tratto da Amerika
- Intervista di Federico Fellini (1987).
- Delitti e segreti (titolo originale Kafka), uscito nel 1991 per la regia di Steven Soderbergh, è un film con protagonista Jeremy Irons nel ruolo di Kafka. Il film miscela vita e fiction fornendo una presentazione semi-biografica della vita e dell'opera di Kafka. La trama verte su Kafka che investiga sulla scomparsa di uno dei suoi colleghi di lavoro. La narrazione porta Kafka attraverso molti dei suoi scritti, soprattutto Il castello e Il processo.
- Kafka (Francia, 1992), regia di Zbigniew Rybczyński
- Franz Kafka's It's a Wonderful Life (1993) è un breve film scritto e diretto da Peter Capaldi con protagonista Richard E. Grant nella parte di Kafka. Il film mescola La metamorfosi con La vita è meravigliosa di Frank Capra con esito divertente.
- The Metamorphosis of Franz Kafka (1993), film diretto da Carlos Atanes.
- Das Schloss (Austria/Germania, 1997), regia di Michael Haneke. Il film è ispirato al romanzo Il castello, di cui porta il titolo.
- Lo Strano Caso del Signor Kappa (Francia/Italia/Germania, 2002), regia di Fabrizio Lori. Ispirato al romanzo Il processo
- K (Iran, 2002), regia di Shoja Azari
- Kafka Geht Ins Kino (2002, regia di Hanns Zischler - Germania, Francia)
- Amerika (Italia, 2004), regia di Maurizio Scaparro[209]
- Hans (Italia, 2006), regia di Louis Nero

### Kafka in televisione
- Il processo (1978), regia di Luigi Di Gianni, sceneggiato in due puntate

### Kafka nel teatro
- Lettera al padre (1983), con Franco Di Francescantonio, per la regia di Massimo Masini.
- Kafka's Dick (1986), di Alan Bennett in cui la coppia di Sydney e sua moglie Linda sono visitati dai fantasmi di Kafka e Max Brod
- Les veilleurs, spettacolo di danza tratto dall'opera di Franz Kafka, (1999 - Compagnia Josef Nadj) Parigi.
- Lettera al padre, monologo interpretato e diretto da Gabriele Linari, (2004-2008 - Compagnia LABit) Roma, Bolzano.
- The Metamorphosis, tratto dall'opera di Franz Kafka, (2005 - Compagnia La Fura dels Baus) Catalogna, Spagna.
- In the Penal Colony, opera di Philip Glass tratta dall'omonimo racconto, 2000, Boston.